# Staatsraad van Fribourg
De Staatsraad van Fribourg (Frans: Conseil  d'État, Duits Staatsrat) is de regering van het Zwitserse kanton Fribourg. Zij bestaat uit zeven departementen geleid door staatsraden (conseillers d'État, Staaträte). Sinds 1921 worden de ministers rechtstreeks door het volk verkozen. Van 1848 tot 1921 werden zij verkozen door het kantonsparlement, de Grote Raad van Fribourg.
Tot heden telde men 57 christendemocraten (PDC/CVP), 25 van de liberalen (PRD/FDP of PLR), 8 socialisten (PS/SP), 3 nationalisten (UDC/SVP of PAI) en één onafhankelijke, dat wil zeggen 94 in totaal, waaronder drie vrouwen.
De zeven departementen (officiële Franse en Duitse benaming tussen haakjes) :
- Financiën (Direction des finances / Finanzdirektion)
- Economie en Werk (Direction de l’économie et de l’emploi / Volkswirtschaftsdirektion)
- Instellingen, Landbouw en Bossen (Direction des institutions, de l’agriculture et des forêts / Direktion der Institutionen und der Land- und Forstwirtschaft)
- Veiligheid en Justitie (Direction de la sécurité et de la justice / Sicherheits- und Justizdirektion))
- Onderwijs, Cultuur en Sport (Direction de l’instruction publique, de la culture et du sport / Direktion für Erziehung, Kultur und Sport)
- Ruimtelijke ordening, Milieu en Openbare werken (Direction de l'aménagement, de l'environnement et des constructions / Raumplanungs-, Umwelt- und Baudirektion)
- Gezondheid en Sociale zaken (Direction de la santé et des affaires sociales /Direktion für Gesundheit und Soziales )

Op 30 december 1986 werd Roselyne Crausaz het eerste vrouwelijke lid van de Staatsraad van Fribourg. Ze was bevoegd voor Openbare Werken en bleef in functie tot 1991.